# Барнхорн, Клемент
Клемент Барнхорн (англ. Clement John Barnhorn; 1857—1935) — американский скульптор и педагог, известный своими фонтанами, памятниками, церковными и погребальными работами.

## Биография
Родился 8 января 1857 года в Цинциннати, штат Огайо.
Изучать искусство начал в Художественной академии Цинциннати, где учился у итальянского скульптора Льюиса Ребиссо и резчика по дереву Уильяма Фрая. Затем последовала учёба в Париже в Академии Жюлиана у Бугро, Пуэша и Мерсье.
Свои первые работы Барнхорн выполнял из камня, металла или керамики для Rookwood Pottery Company. Его работа «Magdalen» получила почетную награду на Парижском салоне в 1895 году и бронзовую медаль на Всемирной выставке 1900 года в Париже. Также он был удостоен медалей на Панамериканской выставке в Буффало в 1901 году и на Всемирной выставке в Сент-Луисе в 1904 году.
Клемент Барнхорн преподавал в Художественной академии Цинциннати, сменив своего наставника Ребиссо, который умер. До конца жизни Барнхорн занимал должность заведующего отделом скульптуры академии и был почетным хранителем скульптуры художественного музея.
Барнхорн был дружен с американским скульптором Фрэнком Дювенеком и пригласил его в свою студию на Pike Street, где создал мемориальную скульптуру недавно умершей жены Дювенека (1891). Они разделили студию на третьем этаже Художественного музея и вместе работали над несколькими произведениями. После смерти своего друга Клемент Барнхорн создал мемориал Дювенеку (1924—1925) на его могиле кладбища Mother Of God Cemetery в Кентукки.
Скульптор создал большое количество работ, многие из которых находятся в Цинциннати и его окрестностях. Он являлся членом Национального общества скульпторов. Его произведения можно увидеть в Художественном музее Цинциннати, на кладбище Mother of God Cemetery, в общественных местах.
Умер 2 августа 1935 года в Цинциннати. Был похоронен на кладбище Saint Mary Cemetery местечка Сен-Бернар.